# 審理 (映画)
『審理』（しんり）は、2009年から実施される裁判員制度を扱った、最高裁判所企画・制作の2008年の広報映画である。

## 概要
- 一般の市民が裁判員候補者名簿に掲載され通知を受け取ってから、殺人事件の裁判員裁判で判決を評議し、裁判が終了するまでの過程を、ドラマ風に描いたフィクション。裁判員となった際の戸惑いや裁判員裁判で審理する過程、争点に対する裁判員同士の議論や裁判員の抱く心情などを、裁判員側の視点で具体的に描いており、制度の理解を深めてもらうための内容となっている。
- 2006年の「評議」、2007年の「裁判員〜選ばれ、そして見えてきたもの〜」に続く、最高裁判所企画・制作による裁判員制度広報用映画の第3弾。
- 2009年8月7日に、出演者の酒井法子に覚醒剤取締法違反（所持）の疑いで逮捕状が取られた直後、最高裁は「様々な事情を考慮した」との事由でこの映画の上映及び使用を自粛する事を発表した[1]。

## ストーリー
- 主婦の奈緒子は、裁判員候補者の名簿に載ったことに戸惑いを感じつつも、家族3人で平穏な生活を送っていました。そんなある日、東京都内の駅の構内でナイフによる刺殺事件が発生。この事件の裁判に裁判員として参加することになった奈緒子。目の前で展開される審理の中で次第に明らかになっていく事実とは……（最高裁判所ホームページ紹介文より）
- 題材としている裁判上の主要争点は、殺人を犯した被告人側に正当防衛が適用できるか否かである。なお、罪名は「殺人及び銃砲刀剣類所持等取締法違反」である。

## 主な登場人物・キャスト

### 裁判員
- 木村奈緒子（主婦）：酒井法子
- 篠山カツ代（農家）：岡本麗
- 広瀬智則（自営業）：相島一之
- 岩崎絵里花（看護師）：小林涼子
- 遠藤和也（会社員）：山中聡
- 島田康弘（翻訳家）：伊丹幸雄

### 裁判官
- 裁判長・鈴木光男：御友公喜
- 裁判官・神崎冴子：英由佳
- 裁判官・上原今日子：星野真里

### 被告人・弁護人
- 被告人・五十嵐義男：田中圭
- 弁護人・矢吹護：斉木しげる

### 被害者・検察官
- 被害者・山川尚忠（被告人により殺害）：達淳一
- 被害者参加人・ 山川静江（山川尚忠の母）：久保田民絵
- 検察官・田中憲司：宮川一朗太

### 証人
- 佐伯一郎（事件の目撃者）：藤巻裕己
- 五十嵐綾（五十嵐義男の妻）：乙黒えり

### その他
- 木村正和（木村奈緒子の夫）：山口馬木也
- 木村大祐（木村奈緒子の子）：佐藤和也
- 篠山春信（篠山カツ代の家族）：園部貴一
- 篠山夏江（篠山カツ代の義娘）：浜菜みやこ
- 川田貴裕（遠藤和也の同僚）：高崎秀之

## スタッフ
- 統括プロデューサー：開発栄三（コード）
- プロデューサー：澤野裕司（ジェイアール東海エージェンシー）、臼井正明（シネムーブ）
- 監督：原田昌樹
- 脚本：加藤竜士
- 撮影：坂江正明
- 照明：守利賢一
- 録音：久保重朗
- 美術：湯澤幸夫
- スクリプター：高橋久美子
- 編集：川瀬功
- 音楽：富貴晴美
  - 音楽制作：インスパイアホールディングス（藤田雅章）
- 制作：ジェイアール東海エージェンシー、コード
- 企画・制作：最高裁判所
- 協力：法務省、日本弁護士連合会

## 撮影・試写会
- 2007年12月にクランクイン、本格撮影は2008年1月5日開始。
- 2008年3月25日に最高裁判所講堂で、本作品の試写会が行われた。主演の酒井法子ら出演者と、抽選で選ばれた一般参加者約300人が招かれた。

## 媒体
- 最高裁判所は2008年4月から、DVD5万枚とビデオ4,000本を全国の学校や図書館、各地の裁判所などに配布し、一般市民に貸与している。
- また、2008年5月から最高裁判所ホームページにて動画配信を行っている。
- 2009年3月にはCS放送の日本映画専門チャンネルで放送される。
- 2009年8月より上記の貸し出しおよび配信は中止されていた。2015年3月現在、図書館での視聴・貸出は再開されている。

## エピソード
- 本作品は、原田昌樹監督の遺作となった。撮影当時、監督の原田は、2005年に手術した癌の再発による余命宣告を受けており、主治医との相談のうえで撮影に臨んだ[2]。
- 裁判所の階段でのシーンは、実際の最高裁判所で行われた初めてのロケである。
- 裁判員の一人を演じた相島一之は、かつて『12人の優しい日本人』でも陪審員を演じた。『12人の～』では離婚した自らの妻と被告人を同一視し偏見から有罪を主張する陪審員を演じたが、本作では被告人に偏見を持たない裁判員を演じた。